# Hipátia
Hipátia ou Hipácia (em grego clássico: Ὑπατία; romaniz.: Hypatía; Alexandria, c. 351/370 – Alexandria, 8 de março de 415) foi uma filósofa neoplatônica do Egito Romano. Foi a primeira mulher documentada como tendo sido matemática. Como chefe da escola platônica em Alexandria, também lecionou filosofia e astronomia.
Como neoplatonista, pertencia à tradição matemática da Academia de Atenas, representada por Eudoxo de Cnido, e era da escola intelectual do pensador Plotino, que a incentivou a estudar Lógica e Matemática, no lugar de se dedicar à investigação empírica, e a estudar Direito, em vez de ciências da natureza.
De acordo com a única fonte contemporânea, Hipátia foi assassinada por uma multidão de cristãos depois de ser acusada de exacerbar um conflito entre duas figuras proeminentes em Alexandria: o governador Orestes e o bispo de Alexandria, Cirilo de Alexandria.
Kathleen Wider propõe que o assassinato de Hipátia marcou o fim da Antiguidade Clássica, e Stephen Greenblatt observa que o assassinato "efetivamente marcou a queda da vida intelectual em Alexandria". Por outro lado, Maria Dzielska e Christian Wildberg notam que a filosofia helenística continuou a florescer nos séculos V e VI, e, talvez, até a era de Justiniano.

## Biografia
Hipátia era filha de Téon de Alexandria, um renomado filósofo, astrônomo, matemático, autor de diversas obras e professor em Alexandria. Criada em um ambiente de ideias e filosofia, tinha uma forte ligação com o pai, que lhe transmitiu, além de conhecimentos, a forte paixão pela busca de respostas para o desconhecido. Diz-se que ela, sob tutela e orientação paternas, submetia-se a uma rigorosa disciplina física, para atingir o ideal helênico de ter a mente sã em um corpo são.
Hipátia estudou na Academia de Alexandria, onde ela tinha muito conhecimento em matemática, astronomia, filosofia, religião, poesia e artes. A oratória e a retórica também não foram descuidadas.

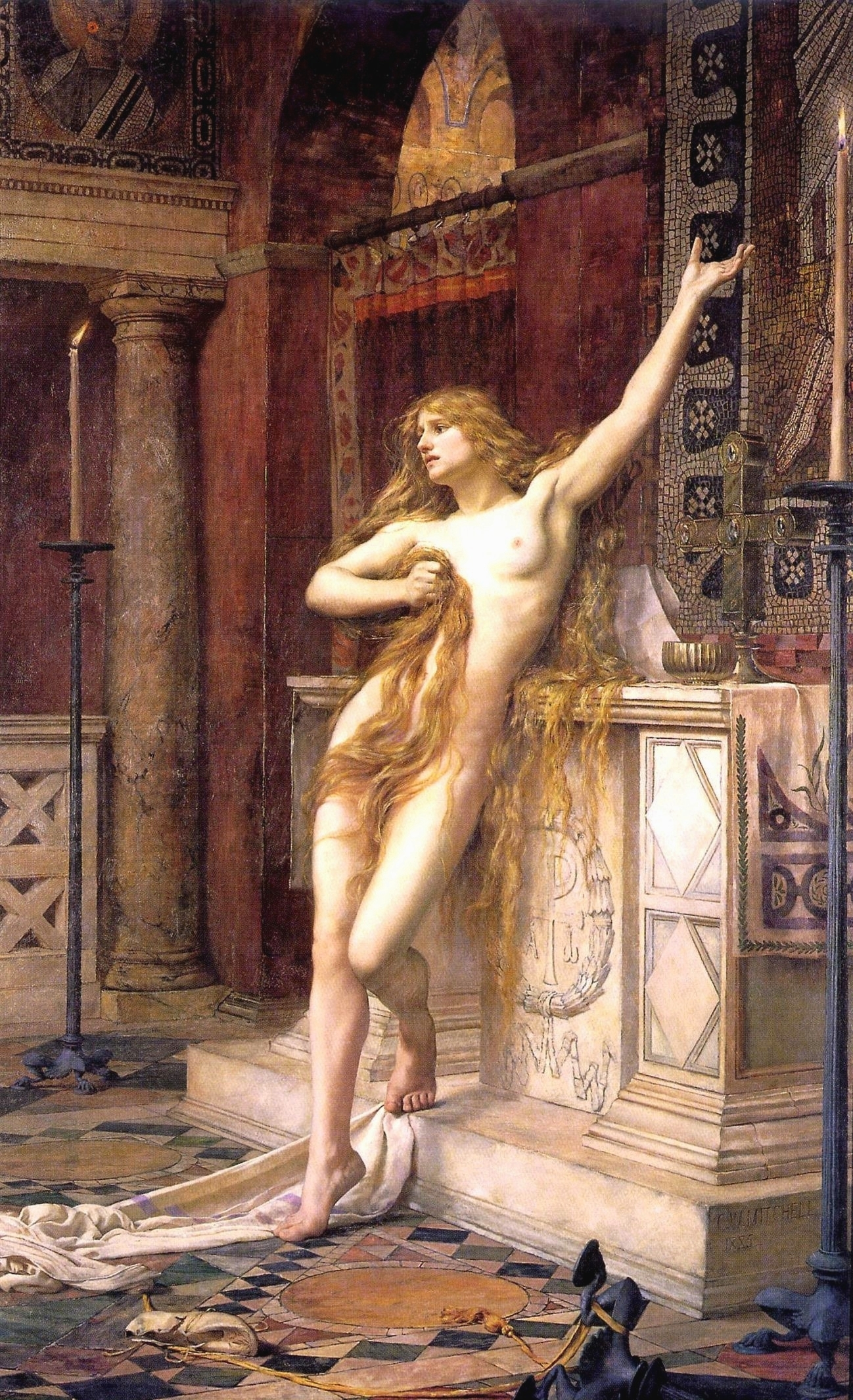
"Hipátia antes de ser morta na igreja", por Charles William Mitchell, 1885

Alguns autores pensam que, quando adolescente, viajou para Atenas, para completar a educação na Academia Neoplatônica, onde não demorou a se destacar pelos esforços para unificar a matemática de Diofanto com o neoplatonismo de Amónio Sacas e Plotino, isto é, aplicando o raciocínio matemático ao conceito neoplatônico do Uno (mônada das mônadas). Ao retornar, já havia um emprego esperando por ela em Alexandria: seria professora na Academia onde fizera a maior parte dos estudos, ocupando a cadeira que fora de Plotino. Aos 30 anos já era diretora da Academia, sendo muitas as obras que escreveu nesse período.
Um dos seus alunos foi o notável filósofo e bispo Sinésio de Cirene (370 - 413), que lhe escrevia frequentemente, pedindo-lhe conselhos. Através destas cartas, sabemos que Hipátia desenvolveu alguns instrumentos usados na Física e na Astronomia, entre os quais o hidrômetro.
Sabemos também que desenvolveu estudos sobre a Álgebra de Diofanto ("Sobre o Cânon Astronômico de Diofanto"), tendo escrito um tratado sobre o assunto, além de comentários sobre os matemáticos clássicos, incluindo Ptolomeu. Em parceria com o pai, escreveu um tratado sobre Euclides.
Ficou famosa por ser uma grande solucionadora de problemas. Matemáticos, confusos com algum problema em especial, escreviam-lhe pedindo uma solução. E ela raramente os desapontava. Obcecada pelo processo de demonstração lógica, quando lhe perguntavam por que jamais se casara, respondia que já era casada com a verdade.[a]
O seu fim trágico se desenhou a partir de 412, quando Cirilo foi nomeado Patriarca de Alexandria, título de dignidade eclesiástica, usado em Constantinopla, Jerusalém e Alexandria. Ele era um cristão fervoroso, que lutou toda a vida defendendo a ortodoxia da Igreja e combatendo as heresias, sobretudo o Nestorianismo, que negava a divindade de Jesus Cristo e a maternidade divina de Maria.

## Mudança do paradigma pagão para o cristão
O reinado de Teodósio I (r. 379–395) marca o auge de um processo de transformação do cristianismo, que efetivamente se torna a religião oficial do Estado. Em 391, atendendo pedido do então Patriarca de Alexandria, Teófilo, autorizou a destruição do Templo de Serápis (que não deve ser confundido com o Museu e a Biblioteca existentes em Alexandria, que não tinham nenhuma relação física com este templo), um vasto santuário pagão onde eram oferecidos sacrifícios de sangue, segundo os relatos dos historiadores contemporâneos Sozomeno e Tirânio Rufino.
Embora a legislação em 393 procurasse coibir distúrbios, surtos de violência popular entre cristãos e pagãos tornaram-se cada vez mais frequentes em Alexandria, principalmente após a ascensão de Cirilo ao Patriarcado.

## Morte

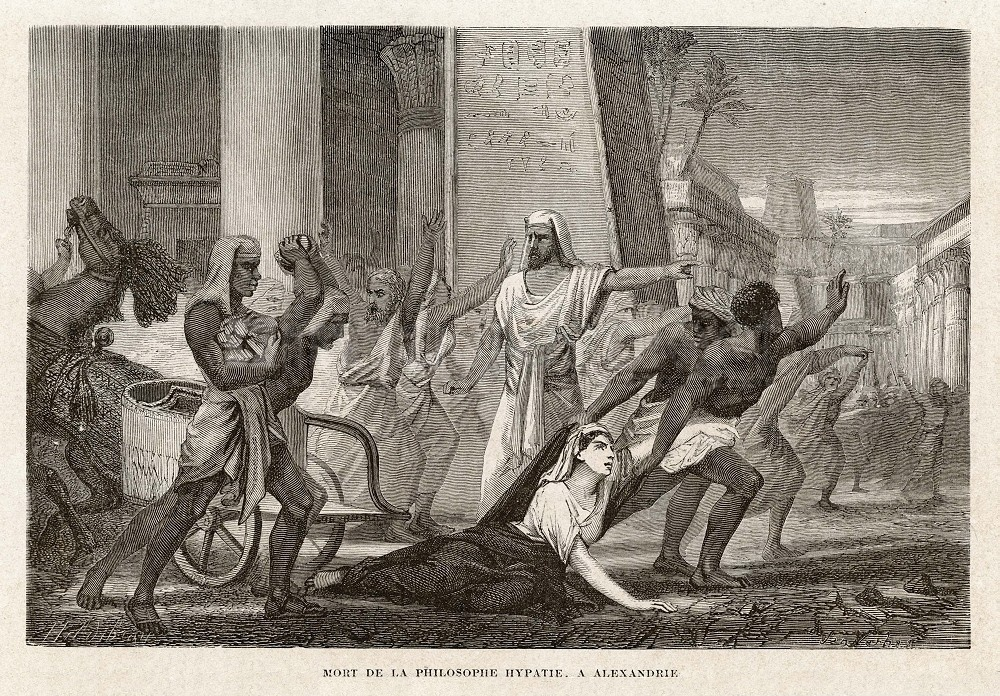
"Morte da filósofa Hipátia, em Alexandria" do Vies des savants illustres, depuis l'antiquité jusqu'au dix-neuvième siècle, 1866, porLouis Figuier

De acordo com o relato de Sócrates Escolástico, numa tarde de março de 415, quando regressava do Museu, Hipátia foi atacada em plena rua por uma turba de cristãos enfurecidos. Ela foi arrastada pelas ruas da cidade até uma igreja, onde foi cruelmente torturada até a morte. Depois de morta, o corpo foi lançado a uma fogueira.
Segundo o mesmo historiador, tudo isto aconteceu pouco tempo depois de Orestes, prefeito da cidade, ter ordenado a execução de um monge cristão chamado Amónio, ato que enfureceu o bispo Cirilo e seus correligionários. Devido à influência política que Hipátia exercia sobre o prefeito, é bastante provável que os fiéis de Cirilo a tivessem escolhido como uma espécie de alvo de retaliação para vingar a morte do monge. Neste período em que a população de Alexandria era conhecida pelo seu caráter extremamente violento, Jorge de Laodiceia (m. 361) e Protério (m. 457), dois bispos cristãos, sofreram uma morte muito similar à de Hipátia: o primeiro foi atado a um camelo, esquartejado e os seus restos queimados; o segundo arrastado pelas ruas e atirado ao fogo.
Dito isto, a eventual relação de Cirilo com o ocorrido continua a ser motivo de alguma controvérsia entre os historiadores. Embora Sócrates e Edward Gibbon afirmem que o episódio trouxe opróbrio para a Igreja de Alexandria, não mencionam qualquer envolvimento direto do patriarca. O filósofo pagão Damáscio, por sua vez, atribui explicitamente o assassinato ao patriarca, que invejaria Hipátia. Contudo, a Enciclopédia Católica lembra que Damáscio escreveu cerca de um século depois dos fatos e que os seus escritos manifestam um certo pendor anticristão. As últimas pesquisas creem que o homicídio de Hipátia resultou do conflito de duas facções cristãs: uma mais moderada, ao lado de Orestes, e outra mais rígida, seguidora de Cirilo, responsável pelo ataque.

## Presença de outras mulheres na filosofia

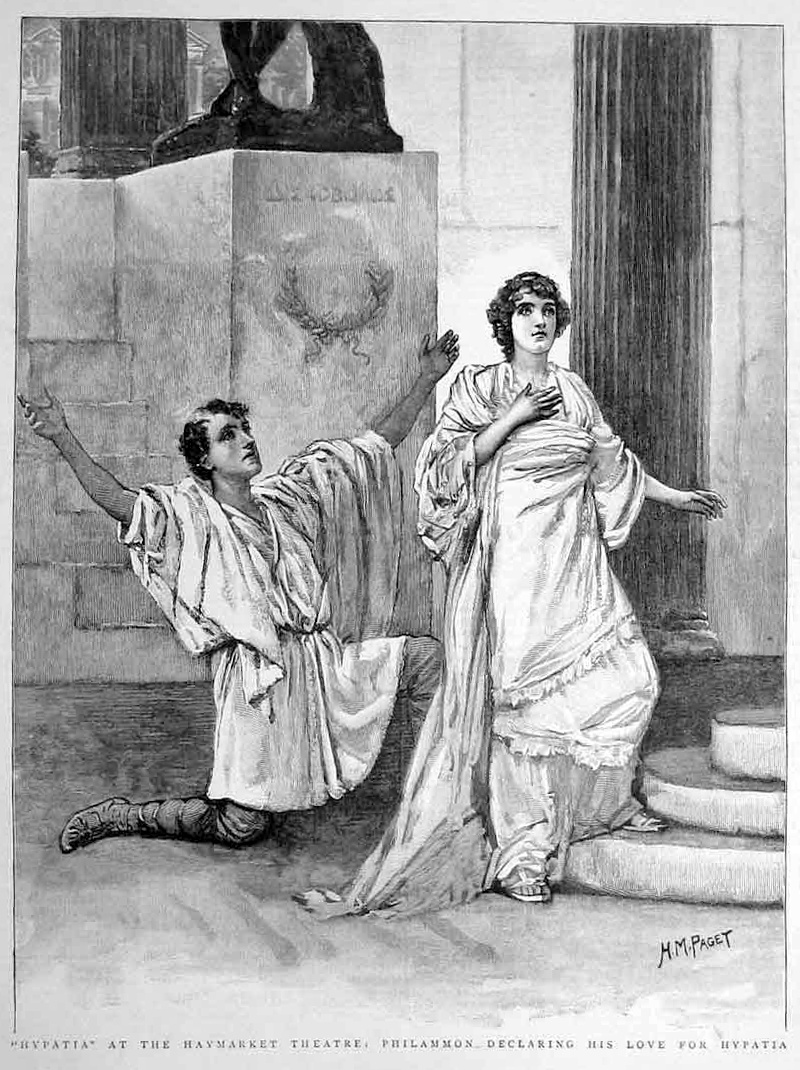
"Hipátia" em apresentação no Haymarket Theatre, Londres, em janeiro de 1893

Também na Escola Pitagórica “ora integrada na sua vida particular (de Pitágoras), como esposa, ora simplesmente na vida da Escola, a presença marcante de uma mulher, Teano, que ocupou certamente um lugar de destaque nos primórdios do pitagorismo. É também interessante destacar que Jâmblico, no seu catálogo de pitagóricos ilustres, elenca não uma, mas dezessete mulheres, e isso dentre as mais célebres que aderiram à sua doutrina”.
Igualmente na escola cínica houve a figura de Hiparquia, esposa de Crates, citada por Diógenes Laércio em sua Vida dos Filósofos Ilustres.

## Obras
Nenhum trabalho escrito, amplamente reconhecido pelos estudiosos como da própria Hipátia, sobreviveu até o presente momento. Muitas das obras comumente atribuídas a ela acredita-se terem sido obra de colaboração com o seu pai, Téon de Alexandria. Esse tipo de incerteza autoral é típico dos filósofos do sexo feminino na Antiguidade.
Uma lista parcial das obras de Hipátia, como mencionado por outros autores antigos e medievais ou como postulado por autores modernos:
- Um comentário sobre o volume 13 Arithmetica de Diofanto;[28]
- Um comentário sobre Cônicos de Apolônio de Pérgamo;[28]
- Editou a versão existente da obra Almagesto de Ptolomeu;[29]
- Editou o comentário de seu pai sobre a obra Os Elementos de Euclides;[30]
- Escreveu um texto "O Cânone Astronômico".[28][31][32]

Suas contribuições para a ciência incluem o mapeamento dos corpos celestes,  já antes realizado pelos mesopotâmios e também no Egito sob Ptolomeu, além da suposta invenção do hidrômetro, utilizado para determinar a densidade relativa (ou massa específica) de líquidos (no entanto, o hidrômetro foi inventado antes de Hipátia e já era conhecido em seu tempo).
Seu aluno Sinésio, bispo de Cirene, escreveu-lhe uma carta descrevendo a construção de um astrolábio. A existência do astrolábio antecede Sinésio em pelo menos um século, e o pai de Hipátia ganhou fama por seu tratado sobre o assunto. No entanto, Sinésio afirmou que se tratava de um modelo melhorado.

## Representações na Arte
- Filme Ágora (Alexandria no Brasil), de 2009, relatando sua vida, embora sem muita precisão histórica, como por exemplo ao hipotetizar que o Templo de Serápis tenha sido destruído juntamente com a Biblioteca e o Museu de Alexandria.